# Альфред Н'Діайє
Альфред Н'Діайє (фр. Alfred N'Diaye, нар. 6 березня 1990, Париж) — французький та сенегальський футболіст, півзахисник англійського клубу «Вулвергемптон» та національної збірної Сенегалу.

## Клубна кар'єра
Народився 6 березня 1990 року в місті Париж. Розпочав займатись футболом у клубі «Вандевр» з міста Вандевр-ле-Нансі. В 14 років він опинився в футбольній школі «Нансі», найсильнішого клубу Лотарингії, з яким у 2006 році він підписав перший у своєму житті професійний контракт.
Дебютував за основну команду клубу у віці 17 років у матчі Кубка ліги, вийшовши на заміну в матчі проти «Ланса», програного з рахунком 0-3. Після цього матчу він ще рік грав у Аматорській Лізі, виступаючи за другу команду «Нансі».

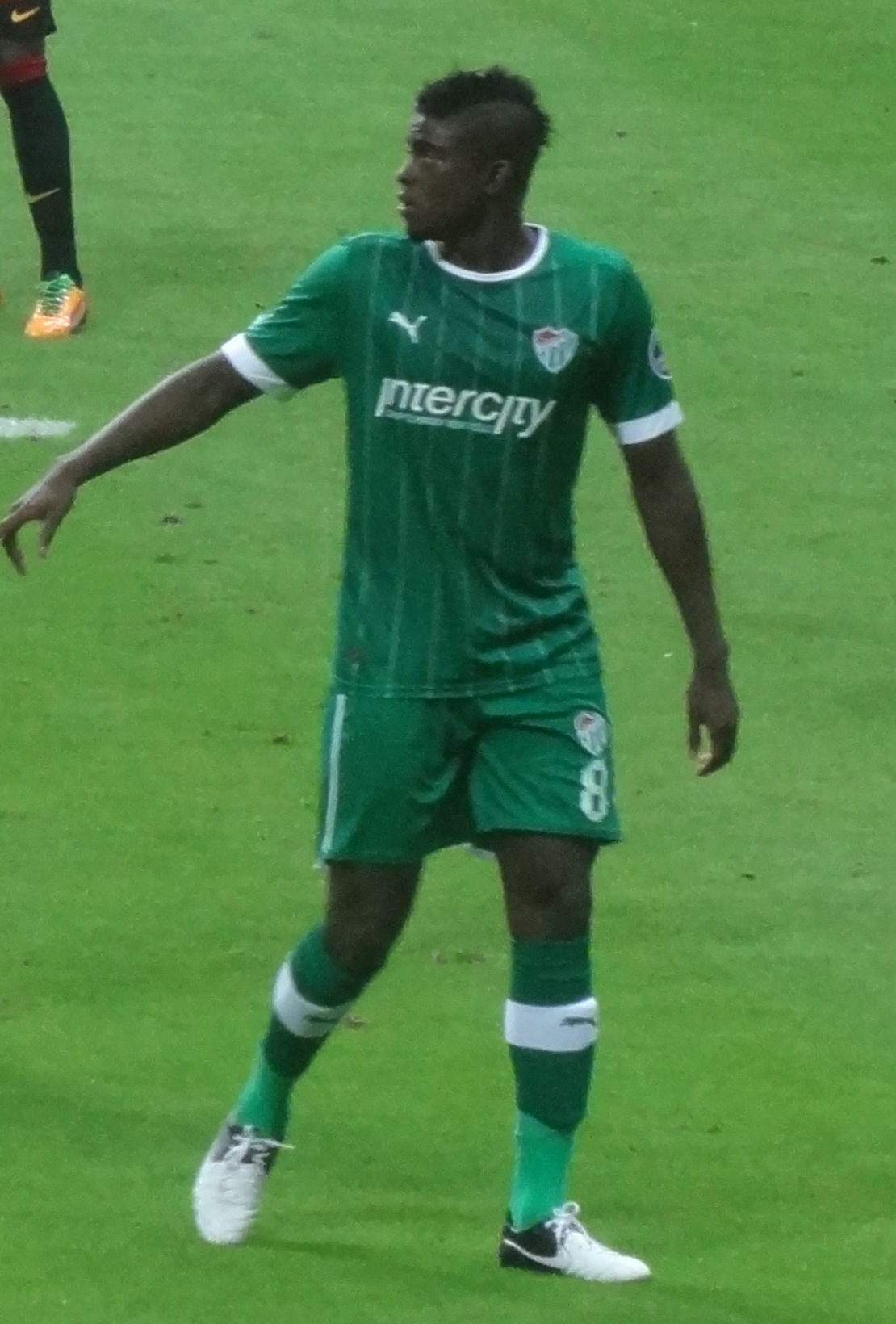
Альфред Н'Діайє під час виступів за «Бурсаспор». 2 вересня 2012 року.

Однак у сезоні 2008/09 Н'Діайє все-таки пробився в основну команду, де отримав 29 ігровий номер і дебютував в Лізі 1 вийшовши на заміну в матчі проти «Лілля», що завершився з рахунком 0:0. Двома місяцями пізніше він вперше вийшов у футболці «Нансі» в стартовому складі в нічийному матчі проти «Парі Сен-Жермен» (1:1). Гра Альфреда позитивно вплинула на думку головного тренера лотаринжців Пабло Корреа, і з тих пір він став постійно з'являтися в стартовому складі. Загалом за три сезони Альфред взяв участь у 61 матчі чемпіонату.
1 липня 2011 року на офіційному сайті «Нансі» з'явилася інформація, що Альфред Н'Діайє перейшов у турецький клуб «Бурсаспор». Сума трансферу за 21-річного півзахисника склала €3 млн. У новій команді молодий гравець відразу став основним гравцем, зігравши за півтора року у 51 матчі Суперліги
9 січня 2013 року було оголошено про те, що Н'Діайє перебрався в клуб англійської Прем'єр-ліги «Сандерленд» за €4.7 млн. За свій новий клуб Альфред став виступати під номером 4, зігравши до кінця сезону у 16 матчах чемпіонату.
Після цього протягом сезону 2013/14 Альфред по півроку на правах оренди виступав за турецький «Ескішехірспор» та іспанський «Реал Бетіс». По завершенні сезону, за результатами якого андалусці вилетіли з Ла Ліги, Альфред на правах вільного агента підписав з клубом повноцінний контракт і допоміг севільцям у наступному ж сезоні виграти Сегунду і повернутись в еліту, де провів ще один сезон.
8 липня 2016 року Альфред підписав п'ятирічний контракт з «Вільярреалом». Не сташи основним гравцем у складі «жовтої субмарини» і відігравши за вільярреальський клуб 5 матчів в національному чемпіонаті, сенегалець здавався в оренди в англійські клуби «Галл Сіті» та «Вулвергемптон Вондерерз», допомігши останньому з них виграти Чемпіоншип у сезоні 2017/18.

## Виступи за збірні
З 2006 року виступав у складі юнацької збірної Франції. Разом зі збірною до 17 років був учасником юнацького чемпіонату Європи та чемпіонату світу у 2007 році, а у складі збірної до 19 років був учасником юнацького Євро-2009 в Україні, на якому забив гол у ворота збірної Туреччини (1:1), а його збірна дійшла до півфіналу. Загалом взяв участь у 22 іграх на юнацькому рівні, відзначившись одним забитим голом.
Протягом 2010—2011 років залучався до складу молодіжної збірної Франції, разом з якою став бронзовим призером Турніру у Тулоні в 2010 році. На молодіжному рівні зіграв у 9 офіційних матчах.
2013 року вирішив виступати за свою історичну батьківщину і 14 серпня дебютував в офіційних матчах у складі національної збірної Сенегалу в товариській грі із Замбією (1:1).
У складі збірної був учасником Кубка африканських націй 2015 року в Екваторіальній Гвінеї, де зіграв в одному матчі, а камернунці не вигравши жодного матчу зайняли останнє місце у групі. Згодом у складі збірної був учасником чемпіонату світу 2018 року у Росії.
Наразі провів у формі головної команди країни 13 матчів, забивши 1 гол.
| Дата       | Місто          | Господарі    | Результат | Гості    | Турнір                                   | Голи | Примітки |
| ---------- | -------------- | ------------ | --------- | -------- | ---------------------------------------- | ---- | -------- |
| 14/8/2013  | Сен-Ле-ла-Форе | Замбія       | 1 – 1     | Сенегал  | товариський матч                         | -    |          |
| 12/10/2013 | Абіджан        | Кот-д'Івуар  | 3 – 1     | Сенегал  | Відбір до ЧС 2014                        | -    |          |
| 05/03/2014 | Сен-Ле-ла-Форе | Сенегал      | 1 – 1     | Малі     | товариський матч                         | -    |          |
| 21/05/2014 | Уагадугу       | Буркіна-Фасо | 1 – 1     | Сенегал  | товариський матч                         | -    |          |
| 25/05/2014 | Каруж          | Сенегал      | 3 – 1     | Косово   | товариський матч                         | -    |          |
| 05/09/2014 | Дакар          | Сенегал      | 2 – 0     | Єгипет   | Відбір до Кубка африканських націй 2015  | -    |          |
| 10/09/2014 | Габороне       | Ботсвана     | 0 – 2     | Сенегал  | Відбір до Кубка африканських націй 2015  | -    |          |
| 15/11/2014 | Каїр           | Єгипет       | 0 – 1     | Сенегал  | Відбір до Кубка африканських націй 2015  | -    |          |
| 19/11/2014 | Дакар          | Сенегал      | 3 – 0     | Ботсвана | Відбір до Кубка африканських націй 2015  | -    |          |
| 13/01/2015 | Касабланка     | Сенегал      | 5 – 2     | Гвінея   | товариський матч                         | 1    |          |
| 23/01/2015 | Монгомо        | ПАР          | 1 – 1     | Сенегал  | Кубок африканських націй 2015 - 1-й етап | -    |          |
| 08/09/2015 | Йоганнесбург   | ПАР          | 1 – 0     | Сенегал  | товариський матч                         | -    |          |
| 27/3/2017  | Париж          | Кот-д'Івуар  | 1 – 1     | Сенегал  | товариський матч                         | -    | 46'      |
| Усього     |                | Матчів       | 13        |          | Голів                                    | 1    |          |

## Титули і досягнення
- Срібний призер Кубка африканських націй: 2019